# Любимов, Артём Михайлович
Артём Михайлович Любимов (род. 28 января 1985, Ленинград) — российский футбольный судья.

## Биография
Профессиональную карьеру начал в 2005 году, работая ассистентом на матчах второго дивизиона. В качестве главного судьи дебютировал во втором дивизионе только в 2011 году и в сезоне 2011/12 отсудил 17 матчей. С 2016 года обслуживал матчи ФНЛ.
С начала сезона 2020/21 Любимов стал привлекаться к матчам Премьер-лиги в качестве судьи VAR. Дебютировал в Премьер-лиге 27 февраля 2021 года в матче 20-го тура «Химки» — «Уфа» (2:1), в котором показал 5 жёлтых карточек, одна из которых стала второй и привела к удалению игрока. 8 апреля отсудил матч 1/4 финала Кубка России «Крылья Советов» — «Динамо» Москва (2:0).
В 2007 году создал логотип МРО «Северо-Запад».